# Pichelberger
Pichelberger (auch Püchelberger bzw. Büchelberger) war ein altes Patriziergeschlecht aus der Freien Reichsstadt Eger, das 1556 erloschen ist. 

## Geschichte
Der Name soll auf das seit 1270 im Besitz gewesene Stammgut Püchelberg bei Falkenau zurückgehen. Aus dem Geschlecht erscheint Veronika Pichelberger als Nonne das Klarissenklosters in Eger. Der Bürger und Richter von Tepl Johann Pichelberger war dort im Umland Bergwerksbesitzer. 1397 vertrat Lewe Pichelberger als Abgesandter Eger bei Markgraf Jobst von Mähren. Engelhart Pichelberger wirkte als Ratsherr und 1403 als Siegelzeuge. 1415 bekleidete Michael Pichelberger das Amt des Bürgermeisters und 1438 Niklas Pichelberger das Amt des Ratsherrn. Clemens Pichelberger erscheint 1459 als Ratsherr und 1477 als Krönungsdeputierter. 1461 besaß letzterer Liegenschaften in Schirnding. Ein anderer Clemens Pichelberger († 1498) fungierte 1461 als Bürgermeister. Adam Pichelberger († 1526) wurde 1505 Ratsherr und 1516 Bürgermeister. Ein Namensvetter war 1501 und 1520 Beisitzer des Kaiserlichen Landgerichts. Clemens Pichelberger reiste 1522 als Huldigungsbeauftragter nach Prag. 1530 besaß die Familie das Gut Reichsberg. 1548 wurde Clemens Pichelberger († 1556) zum Bürgermeister gewählt, mit dem das Geschlecht in Eger erloschen ist.

## Wappen
Blasonierung: Im roten Feld ein Hecht. 